# Martha's Vineyard
Martha’s Vineyard (Martini vinogradi) je otok u Atlantiku, na sjeveroistoku Sjedinjenih Američkih Država pored Rta Cod u Massachusettsu. 

## Zemljopisne osobine
Martha’s Vineyard leži 6 km južno od Rta Cod, i oko 24 km zapadno od otoka Nantucket. 
Otok ima površinu od 269 km², dug je 32, širok od 3 -16 km, i visok - 95 m. Glacijalnog je porijekla, pa ima brojne uvale i lagune, odvojene od mora pješčanim sprudovima. 
Na otoku živi 16 460 stanovnika, u ladanjskim gradićima; Tisbury (spojen s Vineyard Haven), Oak Bluffs, Edgartown, West Tisbury, Chilmark i Aquinnah (sve do 1997. zvan Gay Head, radi šarenih stijena u okolici). Većina otoka administrativno pripada Okrugu Dukes.

## Povijest
Do otoka su prvi doplovili engleski pomorci Bartholomew Gosnold i Gabriel Archer - 1602., oni su mu i dali ime Vineyard (vinogradi) zbog brojnih trsova divljeg grožđa, a prefiks Martha’s (Martini) po Gosnoldovoj kćeri. 
Otok je 1641. kupio Thomas Mayhew za Koloniju Plymouth, i naselio kolonistima. Sve do 1692. otok je administrativno pripadao New Yorku, a od tad je postao dio engleske kolonije - Provincija zaljeva Massachusetts.
Od 1695. otok je administrativno uklopljen u Okrug Dukes. U prvo vrijeme su se njegovi stanovnici bavili poljoprivredom, ciglarstvom, ribolovom i dimljenjem ribe, a kasnije su se okrenuli kitolovu iz luke Edgartowna, koja je u to vrijeme imala manufakturu, koja je proizvodila najviše svijeća na svijetu od kitova ulja.

### Otok danas
Gospodarstvo otoka ovisi o ljetnom turizmu - kad se broj stanovnika višestruko uveća.
Wampanoag indijanci su do 17. st. bili jedini stanovnici otoka, njihovi potomci danas žive uglavnom u Aquinnahu, kod kog se nalazi najveća znamenitost otoka svjetionik iz 1799.  (obnovljen 1850.) 
Redatelj Steven Spielberg je 1974. upravo na otoku  Martha’s Vineyard snimio svoj film - Ralje u lučici Menemsha kod Chilmarka.

## Vanjske poveznice
|  | Zajednički poslužitelj ima još gradiva o temi Martha's Vineyard |

- Tips for Visiting Martha's Vineyard
- Martha’s Vineyard na portalu Encyclopædia Britannica (engl.)